# John Tolan (Rennfahrer)
John „Johnnie“ Tolan (* 22. Oktober 1917 in Victor, Colorado; † 6. Juni 1986 in Redondo Beach, Kalifornien) war ein US-amerikanischer Autorennfahrer.

## Karriere
Tolan war einer der erfolgreichsten Midget-Piloten nach dem Zweiten Weltkrieg. 1946 gewann er 46 Rennen in einer Saison und gewann überlegen die Rocky-Mountain-Midge-Meisterschaft. 1947 wiederholte er den Meisterschaftserfolg mit diesmal 47 Siegen. 1950 gewann er die AAA-Midwest-Meisterschaft und 1952 konnte seinen ersten landesweiten Titel in dieser Serie feiern.
Er startete auch in 32 Rennen zur AAA-(bzw. USAC)-National-Serie. Sein dritter Platz in Syracuse 1954 war dabei sein bestes Resultat.
Bei den 500 Meilen von Indianapolis stand er zwischen 1956 und 1958 drei Mal am Start, konnte sich aber nie ein besseres Ergebnis  als Platz 13 (1958) erreichen. Die diese drei Starts auch zur Fahrerweltmeisterschaft der Formel 1 zählten, stehen auch drei Grand-Prix-Starts in seiner Statistik.
Tolan hatte ein eigenwilliges Ritual, mit dem er seine Midget-Rennen begann. In der Warm-up-Runde rauchte er bei langsamer Fahrt eine Zigarette im Cockpit, die er während der ersten schnellen Runde bei Start und Ziel aus dem Wagen schnippte. Er glaubte an eine erfolgreiche Rennnacht, wenn er dabei die Ziellinie traf.

## Statistik

### Indy-500-Ergebnisse
| Jahr | Startnr. | Start | Qual (km/h) | Ergebnis | Runden | Führung | Ausfall  |
| ---- | -------- | ----- | ----------- | -------- | ------ | ------- | -------- |
| 1951 | 34       | DNQ   |             |          |        |         |          |
| 1952 | 51       | DNQ   |             |          |        |         |          |
| 1953 | 66       | DNQ   |             |          |        |         |          |
| 1953 | 85       | DNQ   |             |          |        |         |          |
| 1954 | 69       | DNQ   |             |          |        |         |          |
| 1956 | 34       | 31    | 225,385     | 21       | 173    | 0       |          |
| 1957 | 28       | 31    | 225,031     | 20       | 138    | 0       | Kupplung |
| 1958 | 19       | 30    | 228,989     | 13       | 200    | 0       |          |
| 1959 | 43       | DNQ   |             |          |        |         |          |
| 1960 | 24       | DNQ   |             |          |        |         |          |

| Legende  | Legende            | Legende                                                          |
| Farbe    | Abkürzung          | Bedeutung                                                        |
| -------- | ------------------ | ---------------------------------------------------------------- |
| Gold     | –                  | Sieg                                                             |
| Silber   | –                  | 2. Platz                                                         |
| Bronze   | –                  | 3. Platz                                                         |
| Grün     | –                  | Platzierung in den Punkten                                       |
| Blau     | –                  | Klassifiziert außerhalb der Punkteränge                          |
| Violett  | DNF                | Rennen nicht beendet (did not finish)                            |
| Violett  | NC                 | nicht klassifiziert (not classified)                             |
| Rot      | DNQ                | nicht qualifiziert (did not qualify)                             |
| Rot      | DNPQ               | in Vorqualifikation gescheitert (did not pre-qualify)            |
| Schwarz  | DSQ                | disqualifiziert (disqualified)                                   |
| Weiß     | DNS                | nicht am Start (did not start)                                   |
| Weiß     | WD                 | zurückgezogen (withdrawn)                                        |
| Hellblau | PO                 | nur am Training teilgenommen (practiced only)                    |
| Hellblau | TD                 | Freitags-Testfahrer (test driver)                                |
| ohne     | DNP                | nicht am Training teilgenommen (did not practice)                |
| ohne     | INJ                | verletzt oder krank (injured)                                    |
| ohne     | EX                 | ausgeschlossen (excluded)                                        |
| ohne     | DNA                | nicht erschienen (did not arrive)                                |
| ohne     | C                  | Rennen abgesagt (cancelled)                                      |
| ohne     | keine WM-Teilnahme |                                                                  |
| sonstige | P/fett             | Pole-Position                                                    |
| sonstige | 1/2/3/4/5/6/7/8    | Punktplatzierung im Sprint-/Qualifikationsrennen                 |
| sonstige | SR/kursiv          | Schnellste Rennrunde                                             |
| sonstige | *                  | nicht im Ziel, aufgrund der zurückgelegten Distanz aber gewertet |
| sonstige | ()                 | Streichresultate                                                 |
| sonstige | unterstrichen      | Führender in der Gesamtwertung                                   |